# Герб Самбірського району
Герб Са́мбірського райо́ну — офіційний символ Самбірського району Львівської області, затверджений на сесії Самбірської районної ради 27 вересня 2002 року.
Автор — А. Гречило.

## Опис
Геральдичний щит заокруглений. У зеленому полі синя балка зі срібними облямівками, у центрі — золотий олень у стрибку, а над ним справа золота бойківська розетка.
Великий герб району має вигляд щит з гербом району, який підтримують з двох боків два золоті леви з червоними язиками. Над щитом розміщується корона, а під ним є синя стрічка із золотим написом «Самбірський район».

## Значення символіки
Олень є представником місцевої фауни, він також у відмінній поставі фігурує на гербі міста Самбора.
Бойківська розетка (солярний знак) вказує, що південна частина району входить до регіону Бойківщини, а також підкреслює роль Самбора в розвитку досліджень над цією етнографічною зоною.
У великому гербі золоті леви засвідчують приналежність району до Львівщини.
Синя смуга символізує річку Дністер, що протікає по території району і ділить його на дві частини, зелений колір означає багаті природні ресурси Прикарпаття.